# Прилуцький Денис Геннадійович
Денис Геннадійович Прилуцький (нар. 2 жовтня 2000, м. Козятин, Вінницька область, Україна — пом. 24 лютого 2022, м. Генічеськ, Херсонська область, Україна) — матрос бригади морської піхоти Збройних сил України.

## Біографія
Народився і виріс у місті Козятині. До 9 класу навчався у школі №5. Потім вступив до козятинського училища, де здобув спеціальність «оператор комп’ютерного набору/агент з постачання». Також займався спортом, регулярно тренувався. 
Після випуску з козятинського училища продовжив навчання у Києві, де вступив на «Менеджмент і логістику» до Державного університету інфраструктури та технологій. 
Перший курс він вивчився очно, а на другому курсі через пандемію коронавірусу пішов на заочне навчання і із заочного навчання пішов в армію, хоча мав відстровчку.
Денис пішов у ТЦК, щоб пройти строкову службу. 2020 року став служити у складі Бригади морської піхоти. 10 червня 2022 року мав завршити службу і повернутися додому. 
24 серпня 2021 року брав участь у військовому параді до 30-річчя Незалежності України, який провели у Києві. 
Загинув у перші дні повномасштабного вторгнення росії на територію України під час оборони міста Генічеська, що в Херсонській області.

## Нагороди
- орден «За мужність» III ступеня (2022, посмертно) — за особисту мужність і самовіддані дії, виявлені у захисті державного суверенітету та територіальної цілісності України, вірність військовій присязі.